# Červený most (Babiččino údolí)
Červený most stojí na katastrálním území Žernov u České Skalice v okrese Náchod. Jde o dřevěný věšadlový most z roku 1880, který byl v roce 2018 Ministerstvem kultury České republiky prohlášen kulturní památkou České republiky.

## Historie
Most nahradil průjezd brodem na tzv. Panské cestě přes řeku Úpu v severní části Babiččina údolí. V roce 1880 byl postaven pod názvem Prinz Franz Josefs Brücke, ale pro svou charakteristickou červenou barvu se ujal název Červený most. Most je majetkem podniku Lesy České republiky. V závěru roku 2020 byl pro špatný technický stav uzavřen. Most je určen pro cyklisty a pěší. Vedou přes něj cyklistická trasa č. 4018 dvě turistické trasy pro pěší a naučná stezka Po stopách erbu zlatého třmene.

## Popis
Most je pevný dvoupólový dřevěné konstrukce kolmo orientovaný na vodní tok. Je položen na nábřežní opěry a středový pilíř v korytu řeky Úpy, které jsou vyzděné z opracovaných pískovcových kvádrů. Středový pilíř má oválný tvar s klínem u paty na návodní straně. Mezi vnitřními poli mostu je hlavní konstrukce, kterou tvoří dvojitá věšadla. Na jejich věšácích jsou zavěšeny podvlaky, které podpírají čtyři podélníky ze zazubených trámů na středovém pilíři podepřené kráčaty. Do podélníků jsou zakotveny sloupky zábradlí se zavětrováním ondřejskými kříži. Vrcholy sloupků a věšadel jsou nad zábradlím a jsou zdobně zaobleny s odstupněním. Zábradlí pokračuje i na obou předmostích. Mostovku tvoří dřevěné fošny s hranolovými krajnicemi a je zesílená ocelovými profily, které byly do mostovky vloženy při opravě pravděpodobně v poslední čtvrtině 20. století. Dřevěné nosné konstrukce jsou natřeny výraznou červenou krycí barvou.

Na boční straně středového pilíře je vytesán nápis:
PRINZ FRANZ JOSEFS BRÜCKE

doplněný korunkou a letopočet
1880